# Monte Qingcheng
O Monte Qingcheng (ou Monte da Cidade Verde) encontra-se a 70 quilômetros a oeste de Chengdu, Sujuão, China. O cume mais alto é Laoxiading que mede 1.600 metros de altitude.
O Monte Qingcheng é um dos berços do taoísmo. Os taoístas exaltam o universo, a natureza e a harmonia entre o homem e a natureza. Em virtude desta tranqüilidade, Zhang Daoling, há 1.800 anos, lançou na montanha as bases para o ensino dos fundamentos desta religião.